# Fregene
Fregene o Fregenæ (en griego antiguo Φρεγήνα) fue una ciudad de la costa de Etruria entre Alsium y la desembocadura del Tíber, próxima a Fiumicino. 
Tito Livio la menciona como colonia marítima probablemente establecida al tiempo que Alsium en el año 245 a C .  Veleyo Patérculo habla de la fundación de las dos colonias pero da el nombre de Fregellae en lugar de Fregenae,  pero en el Epítome del libro XIX de Tito Livio se dice que Fregenæ fue fundada como colonia al tiempo que Bríndisi y como se sabe que Brundisium fue fundada en 244 a. C. según el propio Veleyo Patérculo, cabe pensar que se refería a Fregenæ y no a Fregellæ, que debía ser más antigua. 
Construida en terreno pantanoso y poco sano, no tuvo mucha importancia, según Silio Itálico y cuando se construyó Portus Augusti a la derecha del Tíber se convirtió en una aldea. Todavía la mencionan Estrabón y Plinio el Viejo y aparece en el Itinerario de Antonino pero Rutilus, en su descripción de la costa de Etruria, ya no la menciona y no se han encontrado ruinas que le puedan corresponder, que deberían estar cerca de la Torre di Maccarese, entre Palo y Porto, en la desembocadura del río Arrone. 